# ستيفن كرايغ
ستيفن كرايغ (بالإنجليزية: Steven Craig)‏ (5 فبراير 1981 في المملكة المتحدة - ) هو لاعب كرة قدم بريطاني في مركز الهجوم. لعب مع نادي أبردين ونادي بارتيك ثيسل ونادي دندي ونادي روس كاونتي ونادي فالكيرك ونادي ماذرويل ونادي دمبرتون وويكمب وندررز وفورفار أثلتيك ‏ ونادي ليفينغستون لكرة القدم.

## وصلات خارجية
- ستيفن كرايغ على موقع قاعدة بيانات كرة القدم.إي يو (الإنجليزية)
- ستيفن كرايغ على موقع Soccerbase.com (لاعب) (الإنجليزية)
- ستيفن كرايغ على موقع Soccerway.com (الإنجليزية)